# Clubiona subparallela
Clubiona subparallela är en spindelart som beskrevs av Zhang, Zhu och Song 2007. Clubiona subparallela ingår i släktet Clubiona och familjen säckspindlar. Inga underarter finns listade i Catalogue of Life.